# Víctor Rodríguez Rescia
Víctor Manuel Rodríguez Rescia (San José, 14 de julio de 1963) es un reconocido jurista experto en derechos humanos y derecho internacional. Actualmente es el presidente del Centro de Derechos Civiles y Políticos con sede en Ginebra, Suiza. Además es Presidente del Instituto Internacional de Responsabilidad Social y Derechos Humanos con oficinas en México, El Salvador, Costa Rica y Colombia. Es miembro del Mecanismo de Expertos para Promover la Justicia e Igualdad Racial en la Aplicación de la Ley (Panel de Justicia Racial) del Consejo de Derechos Humanos de Naciones Unidas. 

## Biografía
Nació en San José, 14 de julio de 1963. Cursó el grado en derecho en la Universidad de Costa Rica, cuenta con estudios en Derecho Internacional de los Derechos Humanos en un programa en conjunto de las Universidad de Oxford y Universidad George Washington. Además cursó estudios en la Academia de Derecho Internacional de La Haya 24.ª Programa Exterior. También en el 2019 el Instituto Universitario Puebla, con sede en México, le otorgó el doctorado honoris causa en reconocimiento a su trayectoria como defensor de los derechos humanos. Miembro del Mecanismo de Expertos para Promover la Justicia e Igualdad Racial en la Aplicación de la Ley (Panel de Justicia Racial).
Fue el primer Costarricense en ser miembro y Presidente del Subcomité de las Naciones Unidas para la Prevención de la Tortura y Otros Tratos o Penas Crueles, Inhumanos o Degradantes
Ocupó el cargo de Secretario Adjunto de la Corte Interamericana de Derechos Humanos, además fue miembro del Comité de Derechos Humanos de Naciones Unidas y Relator Especial para seguimiento de cumplimiento de comunicaciones.